# Betta ibanorum
Ібанська бійцівська рибка (Betta ibanorum) — тропічний прісноводний вид риб з родини осфронемових (Osphronemidae), підродина макроподових (Macropodusinae).
Свою назву отримала на честь корінних жителів північно-західної частини острова Калімантан — ібанів.
Належить до складу групи видів Betta akarensis, яка включає B. akarensis, B. balunga, B. chini, B. pinguis, B. ibanorum, B. aurigans, B. obscura.

## Опис
Максимальний відомий розмір ібанської бійцівської рибки 80,8 мм стандартної (без хвостового плавця) довжини, загальна довжина становить 138,2-165,6 % стандартної. Тіло відносно струнке, великі самці мають увігнутий профіль голови. Довжина голови становить 31,7-36,4 %, а висота тіла біля початку спинного плавця 23,3-28,1 % стандартної довжини, діаметр орбіт очей 22,2-30,5 %, довжина нижньої щелепи 28,0-36,1 % довжини голови. Хребців 30-32. 30-32 бічні луски.
Хвостовий плавець широкий, ланцетний, спинний та анальний загострені на кінці, черевні плавці нитчасті. Предорсальна (до початку спинного плавця) довжина становить 64,5-68,5 %, преанальна (до початку анального) довжина 45,8-49,4 %, довжина основи спинного плавця 10,6-14,8 %, довжина основи анального плавця 50,0-55,8 %, довжина черевних плавців 28,5-50,6 % стандартної довжини. У спинному плавці 1 твердий і 8-10 м'яких променів (всього 9-10), а анальному 1-2 твердих і 25-27 м'яких (всього 27-29). Промені непарних плавців у самців витягнуті, можуть переходити в ниточки.
Вид не належить до числа найбарвистіших бійцівських рибок. Тіло в основі має м'яке коричневе забарвлення, темніше на спині й світліше на череві. Задня частина лусочок вилискує зелено-блакитними барвами (колір може варіювати залежно від рівня освітлення та напрямку падіння світла). Очі жовті. На зябрових кришках може бути присутній легкий малюнок з чорних цяток. Через око проходить чорна горизонтальна смужка. Плавці майже безбарвні, лише анальний зовні має тонку чорну облямівку, а нитки черевних плавців білі. На міжпроменевих мембранах спинного та хвостового плавців присутній чорний малюнок у вигляді драбинки (у самок він є тільки на спинному).
Самці мають ширшу голову, довші плавці, більше лиску на тілі. В неповнолітніх екземплярів на тілі чітко видно центральну поздовжню смугу та чорну цятку на хвостовому стеблі.

## Поширення
Ібанська бійцівська рибка поширена в прісних водоймах південного Сараваку (острів Калімантан, Малайзія). Розрахункова територія поширення становить 2115 км². Зустрічається лише в лісових чорноводних середовищах існування. Поточні тенденції чисельності популяції виду невідомі.

## Утримання в акваріумі
В акваріумах Betta ibanorum зустрічається надзвичайно рідко й поки не доступна для широкого кола акваріумістів.
Вид потребує великого акваріума, бажано 80 см завдовжки для групи з п'яти особин, для пари вистачить 60 см. Рибам слід надати велику кількість схованок, для цього використовують рослини, каміння, корчі. Рослини вибирають відповідно до показників pH і GH води в акваріумі. Рекомендовані параметри води неоднозначні. Дуже важливо знати походження риб, адже зразки з кислої та м'якої води погано почуваються у звичайній водопровідній воді. Більшість популяцій ібанської бійцівської рибки водиться в Сараваці саме в м'якій та кислій воді (рН близько 4, GH від 0 до 2), але деякі живуть у прозорій воді з показником pH 6. Температура води може коливатися в межах 26-28 °C. Дуже важливою є регулярна (щотижнева) заміна частини води на свіжу з відповідними гідрохімічними показниками. За наявності ґрунту (гравій, шар листя бука або дуба) риби почуваються спокійніше.
Ця бійцівська рибка не підходить для спільного акваріума, їй потрібен видовий. В таких умовах вона почувається краще й демонструє свої найкращі якості.
З годівлею ібанської бійцівської рибки проблем не виникає, вона приймає будь-які звичайні живі або заморожені корми (артемії, коретра, мотиль та інші личинки комарів, мізиди, дафнії, комахи, дощові черв'яки), а також сухі корми у вигляді гранул. Вид схильний до переїдання, тому рекомендується 1-2 дні на тиждень (але не поспіль) влаштовувати «голодні дні». Тоді риби активніше рухаються в пошуках корму.
Батьківське піклування полягає в інкубації ікри в роті. Нерест відбувається приблизно так само, як у найближчих родичів, з типовою передачею ікринок від самки самцеві.